# Парламентские выборы в Новой Зеландии (2017)
Парламентские выборы в Новой Зеландии состоялись в субботу 23 сентября 2017 года, на которых был избран 52-й созыв Палаты представителей. Предыдущий парламент был избран 20 сентября 2014 года и был официально распущен 22 августа 2017 года.

## Избирательная система
Избиратели избрали 120 членов Палаты представителей, в состав которой вошли 71 кандидатов по одномандатным округам и 49 кандидатов по партийным спискам. Новая Зеландия использует смешанную систему голосования, которая дает избирателям два голоса: один для голосования за своего депутата от одномандатного округа и один для политической партии по партийному списку. Чтобы получить мандат, партия должна провести хотя бы одного депутата в парламент по одномандатному округу или получить не менее 5 % голосов по партийному списку.

## Ход выборов
Избирателями было зарегистрировано около 3,57 млн человек, из которых проголосовали 2,63 млн. (79,8 %).
До выборов Национальная партия, возглавляемая премьер-министром Биллом Инглишем, управлявшая с 2008 года в «правительстве меньшинства» с поддержкой (Confidence and Supply) от партий Маори, ACT и Объединенного будущего. Основными оппозиционными партиями правительства Национальной партии были Лейбористская партия (официальная оппозиция) во главе с Джасиндой Ардерн и Партия Зеленых во главе с Джеймсом Шоу.

## Опросы общественного мнения
|  |  |

## Результаты
Национальная партия получила большинство — 56 мест (по сравнению с 60 в 2014 году). В том случае, если поддерживающий партнер АСТ сохранил свое единственное место, правительство Национального меньшинства было недостаточно для того, чтобы 61 место, необходимое для формирования правительства большинства, и премьер-министр заявил, что эта договоренность не будет продолжена. Лейбористы добились больших успехов после того, как Джасинда Ардерн стала лидером партии за семь недель до выборов, увеличив свое представительство с 32 до 46 мест. Многие из лейбористских мест пришли за счет партии «Зелёных», которая потеряла почти половину своих мест (с 14 до 8) после отставки солидера партии Меитирии Турей из-за предполагаемого личного обогащения и мошенничества на выборах. New Zealand First выиграла 9 мест и получила возможность сформировать правительство либо с Национальной партией, либо с Лейбористской партией и Партией зелёных. Лидер NZ First Уинстон Питерс был заместителем премьер-министра и казначеем в правительстве после выборов 1996 года и в качестве министра иностранных дел под руководством лейбористов после выборов 2005 года.
На выборах только пять партий прошли в парламент. На выборах также была избрана Голриз Гахраман; она стала первой беженкой в парламенте Новой Зеландии.
| Парламентские выборы в Новой Зеландии, 2017 | Парламентские выборы в Новой Зеландии, 2017 | Парламентские выборы в Новой Зеландии, 2017 | Парламентские выборы в Новой Зеландии, 2017 | Парламентские выборы в Новой Зеландии, 2017 | Парламентские выборы в Новой Зеландии, 2017 | Парламентские выборы в Новой Зеландии, 2017 | Парламентские выборы в Новой Зеландии, 2017 | Парламентские выборы в Новой Зеландии, 2017 |
| Партия                                      | Партия                                      | Голосов                                     | Голосов                                     | Голосов                                     | Мест                                        | Мест                                        | Мест                                        | Мест                                        |
| Партия                                      | Партия                                      | Голосов                                     | в %                                         | +/- %                                       | Одномандатные округа                        | Многомандатные округа                       | Всего мест                                  | +/-                                         |
| ------------------------------------------- | ------------------------------------------- | ------------------------------------------- | ------------------------------------------- | ------------------------------------------- | ------------------------------------------- | ------------------------------------------- | ------------------------------------------- | ------------------------------------------- |
|                                             | Национальная партия                         | 998 813                                     | 46,0                                        | ▼1,0                                        | 41                                          | 17                                          | 58                                          | ▼2                                          |
|                                             | Лейбористская партия                        | 776 556                                     | 35,8                                        | ▲10,7                                       | 29                                          | 16                                          | 45                                          | ▲13                                         |
|                                             | Новая Зеландия прежде всего                 | 162 988                                     | 7,5                                         | ▼1,1                                        | -                                           | 9                                           | 9                                           | ▼2                                          |
|                                             | Зелёные                                     | 126 995                                     | 5,9                                         | ▼4,9                                        | -                                           | 7                                           | 7                                           | ▼7                                          |
|                                             | ACT                                         | 10 959                                      | 0,5                                         | ▼0,2                                        | 1                                           | -                                           | 1                                           | ▬                                           |
|                                             |                                             |                                             |                                             |                                             |                                             |                                             |                                             |                                             |
|                                             | Партия возможностей (TOP)                   | 48 018                                      | 2,2                                         | новая                                       | -                                           | -                                           | 0                                           | новая                                       |
|                                             | Партия маори                                | 23 456                                      | 1,1                                         | ▼0,2                                        | -                                           | -                                           | 0                                           | ▼2                                          |
|                                             | Legalise Cannabis                           | 5853                                        | 0,3                                         | ▼0,2                                        | -                                           | -                                           | 0                                           | ▬                                           |
|                                             | Консервативная партия                       | 5318                                        | 0,2                                         | ▼3,7                                        | -                                           | -                                           | 0                                           | ▬                                           |
|                                             | Мана                                        | 2775                                        | 0,1                                         | ▼1,3                                        | -                                           | -                                           | 0                                           | ▬                                           |
|                                             | За запрет 1080                              | 2440                                        | 0,1                                         | ▼0,1                                        | -                                           | -                                           | 0                                           | ▬                                           |
|                                             | Народная партия                             | 1631                                        | 0,1                                         | новая                                       | -                                           | -                                           | 0                                           | новая                                       |
|                                             | Объединённое будущее                        | 1471                                        | 0,1                                         | ▼0,1                                        | -                                           | -                                           | 0                                           | ▼1                                          |
|                                             | Партия открытых дверей                      | 1333                                        | 0,1                                         | новая                                       | -                                           | -                                           | 0                                           | новая                                       |
|                                             | Демократы                                   | 732                                         | 0,0                                         | ▬                                           | -                                           | -                                           | 0                                           | ▬                                           |
|                                             | Интернет-партия                             | 464                                         | 0,0                                         | ▼1,4                                        | -                                           | -                                           | 0                                           | ▬                                           |
| Всего                                       | Всего                                       | 2 169 802                                   | 100,0                                       |                                             | 71                                          | 49                                          | 120                                         | ▼1                                          |

Источник : Electoral Commission